# سایفون فیلتر: آیینه تاریک
«سایفون فیلتر: آیینه تاریک» (انگلیسی: Syphon Filter: Dark Mirror) یک بازی ویدئویی در سبک سبک مخفی‌کاری و تیراندازی سوم شخص است که توسط سونی اینتراکتیو انترتینمنت و در سال ۲۰۰۶ و در پلت‌فرم‌های پلی‌استیشن ۲ و پلی‌استیشن همراه منتشر شده‌است.